# Rio Bizușa
O Rio Bizuşa é um rio da Romênia afluente do Rio Someş, localizado no distrito de Sălaj.